# Harriet Scott
Harriet Scott, née le 10 février 1993 à Reading au Royaume-Uni, est une footballeuse internationale irlandaise évoluant au poste de défenseure. 

## Biographie

### En club
Scott naît à Reading au Royaume-Uni. Elle rejoint son club local Reading à l'âge de huit ans et progresse dans le système de formation du club pour faire ses débuts dans l'équipe première à 16 ans. Elle s'éloigne du football pendant un certain temps en raison de ses études, avant de revenir à Reading et de l'aider à obtenir une promotion en FA Women's Super League en 2015.
Scott signe un contrat professionnel à temps plein avec Reading en janvier 2016. Elle joue sept rencontres au cours de la saison 2016 de FA WSL. Reading termine à la huitième place avec un bilan de 1 victoire 9 matchs nuls et 6 défaites. Après avoir signé un nouveau contrat avec Reading pour la saison 2017 de FA WSL, Scott fait huit apparitions au cours de la saison régulière. L'équipe termine à la sixième place avec un bilan de 2 victoires 4 nuls et 2 défaites.
Après avoir quitté Reading, Scott accepte de rejoindre Birmingham City avant la saison 2018-2019 de la FA WSL. Lors de sa première saison, elle est une joueuse importante pour le club, qui obtient de meilleurs résultats que prévu, compilant un bilan de 13 victoires 6 nuls et 1 défaite pour terminer à la quatrième place de la Ligue. Elle signe un nouveau contrat de deux ans avec Birmingham en juillet 2019. Après le départ de Kerys Harrop en 2020, qui était longtemps en poste, Scott est nommée capitaine du club par la nouvelle manager de Birmingham, Carla Ward.

### En équipe nationale
En 2010, Scott est incluse dans l'équipe des moins de 17 ans, qui est finaliste du Championnat d'Europe des moins de 17 ans 2010 et quart de finaliste de la Coupe du monde des moins de 17 ans 2010. Scott est née en Angleterre mais a la possibilité de jouer au football pour l'Irlande car trois de ses quatre grands-parents sont irlandais. Après avoir refusé une convocation pour les moins de 19 ans afin de donner la priorité à ses engagements scolaires, Scott passe une longue période sans être considérée au niveau international.
Scott fait ses débuts avec l'Irlande lors de la Cyprus Cup 2017, lors d'une victoire 2-0 contre la Tchéquie. Elle devient une joueuse importante de l'équipe nationale sous la direction de l'entraîneur principal Colin Bell, affichant une bonne forme lors des éliminatoires pour la Coupe du monde 2019.
Le 11 octobre 2022, elle fait partie de la sélection irlandaise qui se qualifie pour la première fois de son histoire pour une Coupe du monde. L'Irlande bat l'Écosse 0-1 à Hampden Park. Mustaki fait partie des remplaçantes. Elle n'entre pas sur le terrain.

## Vie privée
Au cours de la saison 2020-2021 de la FA WSL, Scott entre dans sa dernière année d'études de médecine à l'Université de Keele. Physiothérapeute qualifiée et agréée, elle quitte son poste à temps plein au Royal Berkshire Hospital pour devenir footballeuse professionnelle, même si elle continue à travailler à l'hôpital à temps partiel. Pendant l'interruption de sa carrière de joueuse avec Reading, Scott déménage à Bristol, fréquente l'Université de l'Ouest de l'Angleterre et travaille comme physiothérapeute pour l'équipe du Pays de Galles sous la direction de l'entraîneuse principale Jayne Ludlow.